# Tulaya margelana
Tulaya margelana is een vlinder uit de familie van de grasmotten (Crambidae). De wetenschappelijke naam van de soort is, als Hercynella margelana, in 1893 voor het eerst geldig gepubliceerd door George Thomas Bethune-Baker. De naam Hercynella bleek echter al in gebruik voor een geslacht van uitgestorven tweekleppigen, en in 2007 werd voor het geslacht de nieuwe naam Tulaya voorgesteld.